# .co
A .co Kolumbia internetes legfelső szintű tartomány kódja, melyet 1991-ben hoztak létre. A Google hivatalos URL-jeinek rövidítő szolgáltatása a g.co címen érhető el.

## Második szintű tartománykódok
- com.co - kereskedelmi szervezeteknek.
- org.co - nonprofit szervezeteknek.
- edu.co - oktatási intézményeknek.
- gov.co - kormányzati intézményeknek.
- net.co - internetszolgáltatóknak.
- mil.co - katonaságnak.
- nom.co - magánszemélyeknek.